# Província de Florència
La província de Florència és una antiga província de la regió de Toscana dins Itàlia. L'1 de gener de 2015 va ser reemplaçada per la Ciutat metropolitana de Florència.
Limitava al nord i al nord-est per la regió d'Emília-Romanya (províncies de Bolonya, Forlì-Cesena i Ravenna), al sud-est amb la província d'Arezzo, al sud amb la província de Siena, a l'oest i al sud-oest amb la província de Pisa, al nord-oest i a l'oest amb les províncies de Lucca, Pistoia i Prato.